# Horká linka (kniha)
Horká linka je román amerického spisovatele Michaela Connellyho.

## Děj knihy
Špičkový vědec a podnikatel je blízko ohlášení historického (a potenciálně velmi výnosného) průlomu na poli nanotechnologií. Ve snaze uvolnit napětí související s jeho prací se pustí do řešení neobvyklé záhady. Chce zjistit, co se stalo ženě, která před ním používala jeho telefonní číslo, a proč jí stále volá spousta osamělých mužů. Pátrání ho následně zavede na stopu vraždy a zrady.